# Gábos Lajos
Gábos Lajos (Fogaras, 1927. január 8. – Kolozsvár, 1988. szeptember 20.) romániai magyar geológus szakíró, egyetemi oktató, Gábos Márta férje.

## Életpályája
Középiskoláit a Székely Mikó Kollégiumban végezte (1948), földtan–földrajz szakos tanári oklevelét a Bolyai Tudományegyetemen szerezte (1952). Szatmáron középiskolai tanár, majd 1955-től a Bolyai, illetve Babeș–Bolyai Egyetemen dolgozott. A bukaresti egyetemen védte meg doktori értekezését a Jára-medence geológiájáról, különös tekintettel a neogén képződményekre (1975). Román, német, francia és magyar nyelvű közleményeit az Erdélyi-medence harmadkori képződményeinek rétegtanáról és őslénytanáról bel- és külföldi szakfolyóiratok közölték. A tengerisünök új fajait írta le, Foraminifera-kutatásai jelentősek.
A Szent László-pénzekről szóló kötet (Pe poteci cu bănuței de piatră, 1976) és a Geológiai kislexikon (1983) társszerzője.